# Marie Dauchy
Pour les articles homonymes, voir Dauchy.
Marie Dauchy, née le 5 février 1987 à Calais, est une femme politique française, membre du Rassemblement national depuis 2012. Elle est députée européenne depuis le 29 juillet 2022, en remplacement d'Hélène Laporte, et a été élue en 2024 à ce poste.

## Biographie

### Situation personnelle
Marie Dauchy naît le 5 février 1987 à Calais.
En 2019, Marie Dauchy déclare exercer la profession de chargée de relations commerciales. Ses parents étaient commerçants à Saint-Jean-de-Maurienne.

### Parcours politique
Elle est élue conseillère régionale de la région Auvergne-Rhône-Alpes en 2015 sur la liste FN. Elle est candidate FN aux élections législatives de 2017 dans la troisième circonscription de la Savoie où elle est éliminée au 1er tour.
Elle figure en 24e position en 2019 sur la liste du Rassemblement national aux élections européennes de 2019, conduite par Jordan Bardella, qui obtient 23 élus.
En 2020, elle est tête de liste aux élections municipales et communautaires à Saint-Jean-de-Maurienne. Avec 14,91 % des voix, sans provoquer de second tour, elle devient conseillère municipale d'opposition et conseillère communautaire de la communauté de communes Cœur de Maurienne Arvan.
Elle est réélue conseillère régionale en Auvergne-Rhône-Alpes en 2021.
Marie Dauchy devient députée européenne le 29 juillet 2022 après l'élection d'Hélène Laporte à l'Assemblée nationale. Conformément aux dispositions légales sur le cumul des mandats, elle choisit de démissionner de son mandat de conseillère régionale. Elle reste toutefois conseillère communautaire et municipale.
Au Parlement européen, Marie Dauchy est membre de la Commission de l'industrie, de la recherche et de l'énergie (ITRE) et de la délégation à la commission parlementaire mixte UE-Mexique (D-MX).
En 2024, elle est de nouveau candidate aux élections européennes, en 22e position sur la liste du Rassemblement national, conduite par Jordan Bardella, et élue.
Elle est candidate dans la troisième circonscription de la Savoie aux élections législatives 2024. Dans l'entre-deux-tours, elle est agressée sur un marché de sa circonscription de Savoie par un commerçant qui est placé en garde à vue. Ce dernier, précédemment impliqué dans plusieurs affaires judiciaires, sera condamné par le tribunal correctionnel de Chambéry, le 13 décembre 2024, au versement de 2800 euros (3 amendes et frais d'avocats de la partie civile),. Elle suspend alors sa campagne. L'eurodéputée n'occupera finalement pas de siège de députée nationale, car elle est battue par la sortante, la LR Émilie Bonnivard, qui récolte 61,16 % des voix exprimées au second tour.